# Hồ Yên Thắng
Hồ Yên Thắng là một hồ nước ngọt nằm trên địa bàn thành phố Tam Điệp và huyện Yên Mô, tỉnh Ninh Bình, Việt Nam.

## Địa lý
Hồ Yên Thắng tiếp giáp với các xã, phường: Trung Sơn, Yên Thắng, Đồng Thái. Hồ Yên Thắng cùng với hồ Yên Quang, hồ Đồng Thái là những hồ nước lớn nhất ở Ninh Bình với diện tích mặt nước ~180 ha và trữ lượng nước 6,4 triệu m³. Hồ Yên Thắng được biết đến với những dự án du lịch lớn bên hồ như sân golf Hoàng Gia, khu du lịch Đồi Dù,... Đây cũng là một hồ câu cá và phát triển du lịch nghỉ dưỡng cuối tuần ở Ninh Bình.

## Đặc điểm

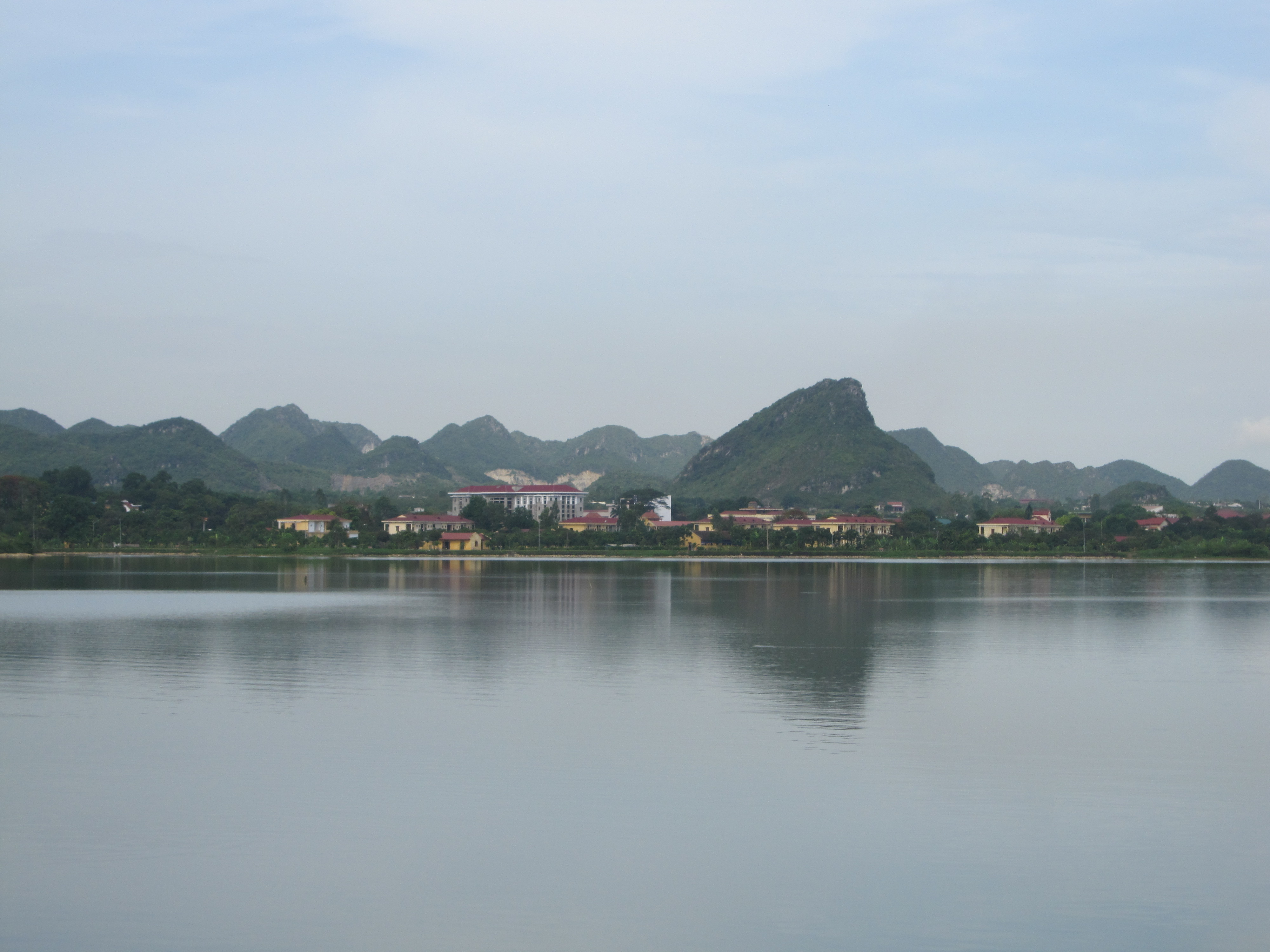
Nhiều đơn vị của Quân đoàn 12 có trụ sở gần hồ Yên Thắng

Hồ Yên Thắng dài khoảng 6 km, chu vi khoảng 15 km. Có 2 khu vực "phình to" hơn nằm ở phía Bắc, phần còn lại của hồ chạy dài dưới quả đồi tạo nên một cảnh quan thiên nhiên hài hoà, môi trường sinh thái trong lành. Hạ nguồn hồ Yên Thắng có nhánh sông nối vào sông Bút để thoát nước cho hồ.
Hệ thống thủy lợi hồ Yên Thắng đã được sửa chữa, nâng cấp thành một công trình đập chống lũ, đảm bảo an toàn cho sản xuất và đời sống của nhân dân các xã Yên Thắng, Đồng Thái. Với một hệ thống đập tràn, tưới tiêu, hệ thống giao thông thuận lợi chỉ cách thành phố Hoa Lư 15 Km và thượng nguồn ngay trung tâm thành phố Tam Điệp, hồ Yên Thắng trở thành một điểm du lịch sinh thái, môi trường du lịch cuối tuần để vui chơi giải trí cho du khách trong và ngoài nước.

## Sân golf Hoàng Gia

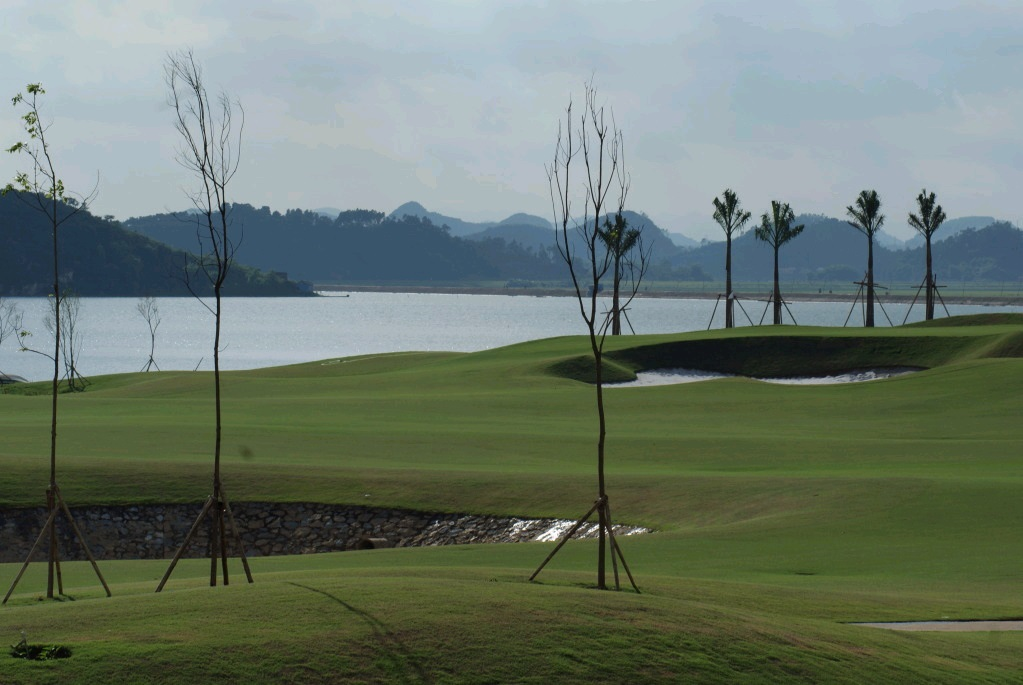
Cảnh sân golf Hoàng Gia bên hồ Yên Thắng

Dự án sân golf Yên Thắng 54 lỗ lớn nhất Việt Nam đã được xây dựng tại khu du lịch hồ Đồng Thái - Yên Thắng, năm 2008 đưa vào vận hành giai đoạn 1. Giai đoạn 2 hai đã hoàn thành vào năm 2013. Với địa thế thuận lợi, khi dự án này đi vào hoạt động, sẽ đem lại nguồn thu lớn cho ngân sách địa phương, giải quyết việc làm, chuyển cơ cấu kinh tế từ nông nghiệp sang du lịch dịch vụ. Đây cũng sẽ là địa điểm du lịch và giải trí chất lượng cao.